# Ängeskärs harun
Ängeskärs harun är en ö i Finland. Den ligger i Skärgårdshavet och i kommunen Kimitoön i den ekonomiska regionen  Åboland i landskapet Egentliga Finland, i den sydvästra delen av landet. Ön ligger omkring 50 kilometer söder om Åbo och omkring 150 kilometer väster om Helsingfors.
Öns area är 1,3 hektar och dess största längd är 160 meter i sydöst-nordvästlig riktning. Närmaste större samhälle är Dragsfjärd, 16,4 km öster om Ängeskärs harun.